# Episodi di The Angry Video Game Nerd
La seguente è una lista di episodi della serie The Angry Video Game Nerd.
Nota bene: dove non specificato, la data di pubblicazione dell'episodio si riferisce al suo caricamento sul canale YouTube di Cinemassacre.

## Stagione 1 (2004-2006)
| Episodio | Titolo                                                                | Durata | Data                                      | Giochi recensiti e note |
| -------- | --------------------------------------------------------------------- | ------ | ----------------------------------------- | --- |
| 1        | Castlevania 2: Simon's Quest                                          | 9:25   | 25 maggio 2004 (su YouTube 8 aprile 2006) | Castlevania II: Simon's Quest (NES) |
| 2        | Dr. Jekyll and Mr. Hyde                                               | 6:29   | 28 maggio 2004 (su YouTube 8 aprile 2006) | Dr. Jekyll and Mr. Hyde (NES) |
| 3        | The Karate Kid                                                        | 4:29   | 8 aprile 2006                             | The Karate Kid (NES) Primo episodio ad usare il nome Angry Nintendo Nerd |
| 4        | Who Framed Roger Rabbit                                               | 03:46  | 28 aprile 2006                            | Who Framed Roger Rabbit (NES) |
| 5        | Teenage Mutant Ninja Turtles                                          | 7:05   | 21 giugno 2006                            | Teenage Mutant Ninja Turtles (NES) Primo episodio ad usare i titoli disegnati da Mike Matei |
| 6        | Back to the Future                                                    | 6:43   | 21 luglio 2006                            | Back to the Future (NES) Back to the Future Part II & III (NES) |
| 7        | McKids                                                                | 7:07   | 30 agosto 2006                            | M.C. Kids (NES) Primo episodio ad usare la canzone di Kyle Justin |
| 8        | Wally Bear and the NO! Gang                                           | 3:46   | 1º settembre 2006                         | Wally Bear and the NO! Gang (NES) |
| 9        | Master Chu and the Drunkard Hu                                        | 4:20   | 8 settembre 2006                          | Master Chu and the Drunkard Hu (NES) |
| 10       | Top Gun                                                               | 7:35   | 15 settembre 2006                         | Top Gun (NES) Top Gun: The Second Mission (NES) |
| 11       | Double Dragon 3                                                       | 4:10   | 22 settembre 2006                         | Double Dragon 3: The Rosetta Stone (NES) |
| 12       | Friday the 13th                                                       | 12:22  | 13 ottobre 2006                           | Friday the 13th (NES) Guest star: Mike Matei (Jason Voorhees). |
| 13       | Nightmare on Elm Street                                               | 13:27  | 31 ottobre 2006                           | A Nightmare on Elm Street (NES). Appare Freddy Krueger, interpretato da James Rolfe e Mike Matei. |
| 14       | The Power Glove                                                       | 12:28  | 15 novembre 2006                          | Appaiono diversi videogiochi per NES, giocati con il Power Glove: Super Glove Ball (NES) Metroid (NES) Double Dragon (NES) Castlevania (NES) Kung Fu Heroes (NES) Bubble Bobble (NES) Lifeforce (NES) Jackal (NES) Zelda II: The Adventure of Link (NES) R.C. Pro-Am (NES) Rad Racer (NES) Top Gun (NES) Mike Tyson's Punch-Out!! (NES) Contra (NES) Super Mario Bros. (NES) Prima apparizione nei titoli di "The Angry Video Game Nerd". |
| 15       | Chronologically Confused About Bad Movie and Video Game Sequel Titles | 11:34  | 28 novembre 2006                          | Primo episodio a intitolarsi Angry Video Game Nerd; discussione su alcuni titoli di film e videogiochi di successo. |
| 16       | Rocky                                                                 | 9:46   | 14 dicembre 2006                          | Rocky (Sega Master System) |
| 17       | Bible Games                                                           | 21:29  | 23 dicembre 2006                          | Bible Adventures (NES) Bible Buffet (NES) Super 3D Noah's Ark (SNES) Spiritual Warfare (NES) King of Kings: The Early Years (NES) |

## Stagione 2 (2007-2008)
| Episodio | Titolo                                                      | Durata | Data                                                       | Giochi recensiti e note |
| -------- | ----------------------------------------------------------- | ------ | ---------------------------------------------------------- | --- |
| 18       | Teenage Mutant Ninja Turtles III - Part 1                   | 11:14  | 25 gennaio 2007                                            | Tartarughe Ninja III (film) A causa di violazioni del copyright, sia l'episodio 18 sia l'episodio 19 vennero rimossi da YouTube. L'11 settembre 2020 entrambi gli episodi sono stati fusi in un unico video ri-editato e ripubblicati su YouTube. |
| 19       | Teenage Mutant Ninja Turtles III - Part 2                   | 10:47  | 25 gennaio 2007                                            | Tartarughe Ninja III (film) A causa di violazioni del copyright, sia l'episodio 18 sia l'episodio 19 vennero rimossi da YouTube. L'11 settembre 2020 entrambi gli episodi sono stati fusi in un unico video ri-editato e ripubblicati su YouTube. |
| 20       | Atari 5200                                                  | 10:39  | 13 febbraio 2007 (GameTrailers) 25 luglio 2008 (YouTube)   | Atari 5200 Primo episodio ad essere pubblicato su GameTrailers. |
| 21       | Ghostbusters                                                | 17:29  | 27 febbraio 2007 (GameTrailers) 6 agosto 2008 (YouTube)    | Ghostbusters (NES) |
| 22       | Ghostbusters: Follow-Up                                     | 11:27  | 20 marzo 2007 (GameTrailers) 26 agosto 2008 (YouTube)      | Ghostbusters (NES), (Atari 2600), (Sega Master System) |
| 23       | Ghostbusters: Conclusion                                    | 13:11  | 3 aprile 2007 (GameTrailers) 8 settembre 2008 (YouTube)    | Ghostbusters II (NES), (Sega Mega Drive) |
| 24       | Spider-Man                                                  | 10:32  | 17 aprile 2007 (GameTrailers) 22 settembre 2008 (YouTube)  | Spider-Man (Atari 2600) Spider-Man: Return of the Sinister Six (NES) The Amazing Spider-Man (Game Boy) Spider-Man 2 (Game Boy Advance) Guest star: Kyle Justin (Uomo Ragno). |
| 25       | Sega CD                                                     | 13:12  | 2 maggio 2007 (GameTrailers) 18 novembre 2008 (YouTube)    | Sega Mega CD Appaiono molti giochi: Ground Zero: Texas (Sega CD) Slam City with Scottie Pippen (Sega CD) Double Switch (Sega CD) Night Trap (Sega CD) Corpse Killer (Sega CD) Time Gal (Sega CD) Lethal Enforcers (Sega CD) The Adventures of Willy Beamish (Sega CD) Road Avenger (Sega CD) Jurassic Park (Sega CD) Prize Fighter (Sega CD) Sol-Feace (Sega CD) The Terminator (Sega CD) Sherlock Holmes: Consulting Detective (Sega CD) Dracula Unleashed (Sega CD) Bram Stoker's Dracula (Sega CD) Wonder Dog (Sega CD) Sewer Shark (Sega CD) Sonic the Hedgehog CD (Sega CD) |
| 26       | Sega 32X                                                    | 9:04   | 15 maggio 2007 (GameTrailers) 6 dicembre 2008 (YouTube)    | Sega 32X Appaiono molti giochi: Primal Rage (Sega 32X) Doom (Sega 32X) Virtua Fighter (Sega 32X) Star Wars Arcade (Sega 32X) |
| 27       | Silver Surfer                                               | 11:17  | 5 giugno 2007 (GameTrailers) 8 dicembre 2008 (YouTube)     | Silver Surfer (NES) |
| 28       | Die Hard                                                    | 9:03   | 13 giugno 2007 (GameTrailers) 21 gennaio 2009 (YouTube)    | Die Hard (NES) |
| 29       | Independence Day                                            | 6:09   | 3 luglio 2007 (GameTrailers) 4 luglio 2009 (YouTube)       | Independence Day (PlayStation) |
| 30       | The Simpsons                                                | 13:17  | 17 luglio 2007 (GameTrailers) 3 febbraio 2009 (YouTube)    | The Simpsons: Bart vs. the Space Mutants (NES) The Simpsons: Bart vs. the World (NES) |
| 31       | Bugs Bunny's Birthday Blowout                               | 8:43   | 7 agosto 2007 (GameTrailers) 16 febbraio 2009 (YouTube)    | The Bugs Bunny Blowout (NES) Guest star: Mike Matei (Bugs Bunny). |
| 32       | Atari Porn                                                  | 10:03  | 22 agosto 2007 (GameTrailers)                              | Custer's Revenge (Atari 2600) Beat 'Em & Eat 'Em (Atari 2600) Bachelorette Party (Atari 2600) Bachelor Party (Atari 2600) Gigolo (Atari 2600) Philly Flasher (Atari 2600) Cathouse Blues (Atari 2600) Knight on the Town (Atari 2600) Jungle Fever (Atari 2600) A causa dell'argomento trattato, il video non è disponibile su YouTube, ma solo sul sito web di Cinemassacre. |
| 33       | Nintendo Power                                              | 14:42  | 4 settembre 2007 (GameTrailers) 4 giugno 2009 (YouTube)    | Rivista Nintendo Power |
| 34       | Fester's Quest                                              | 9:25   | 18 settembre 2007 (GameTrailers) 1º luglio 2009 (YouTube)  | Fester's Quest (NES) The Addams Family (Sega Mega Drive) James Rolfe interpreta l'intera famiglia. |
| 35       | Texas Chainsaw Massacre                                     | 12:46  | 9 ottobre 2007 (GameTrailers) 8 ottobre 2008 (YouTube)     | The Texas Chainsaw Massacre (Atari 2600) Guest star: Mike Matei (Leatherface e Chop Top Sawyer), Jimmie Jim Slugg (l'hillbilly). |
| 36       | Halloween                                                   | 16:05  | 30 ottobre 2007 (GameTrailers) 30 ottobre 2008 (YouTube)   | Halloween (Atari 2600) Haunted House (Atari 2600) Frankenstein's Monster (Atari 2600) Guest star: Micheal Mulvey e Lil' Liam Mulvey (i ragazzini), Mike Matei (Michael Myers), Nicole Mulvey (la vicina). |
| 37       | Dragon's Lair                                               | 9:22   | 20 novembre 2007 (GameTrailers) 15 luglio 2009 (YouTube)   | Dragon's Lair (NES) |
| 38       | An Angry Nerd Christmas Carol: Part 1                       | 5:54   | 18 dicembre 2007 (GameTrailers) 17 dicembre 2008 (YouTube) | Home Alone 2: Lost in New York (NES) |
| 39       | An Angry Nerd Christmas Carol: Part 2                       | 9:42   | 23 dicembre 2007 (GameTrailers) 19 dicembre 2008 (YouTube) | Shaq Fu (SNES) Far Cry Vengeance (Wii) Super Monkey Ball: Banana Blitz (Wii) Boogie (Wii) |
| 40       | Chronologically Confused About the Legend of Zelda Timeline | 19:01  | 8 gennaio 2008 (GameTrailers) 19 luglio 2009 (YouTube)     | Puntata dedicata alla serie di The Legend of Zelda |
| 41       | Rambo                                                       | 13:14  | 22 gennaio 2008 (GameTrailers) 7 agosto 2009 (YouTube)     | Rambo (NES) Rambo: First Blood Part II (Sega Master System) Rambo III (Sega Master System) |

## Stagione 3 (2008-2009)
| Episodio | Titolo                           | Durata | Data                                                       | Giochi recensiti e note |
| -------- | -------------------------------- | ------ | ---------------------------------------------------------- | --- |
| 42       | Virtual Boy                      | 15:34  | 19 febbraio 2008 (GameTrailers) 24 agosto 2009 (YouTube)   | Virtual Boy Appaiono molti giochi: Mario's Tennis (Virtual Boy) Galactic Pinball (Virtual Boy) Teleroboxer (Virtual Boy) Red Alarm (Virtual Boy) Virtual Boy Wario Land (Virtual Boy) Panic Bomber: Bomberman (Virtual Boy) Mario Clash (Virtual Boy) Nester's Funky Bowling (Virtual Boy) Virtual League Baseball (Virtual Boy) Vertical Force (Virtual Boy) Golf (Virtual Boy) 3D Tetris (Virtual Boy) Waterworld (Virtual Boy) Jack Bros. (Virtual Boy) |
| 43       | The Wizard of Oz                 | 11:25  | 4 marzo 2008 (GameTrailers) 11 settembre 2009 (YouTube)    | The Wizard of Oz (SNES) |
| 44       | Double Vision: Part 1            | 10:04  | 25 marzo 2008 (GameTrailers) 17 settembre 2009 (YouTube)   | Intellivision Appaiono molti giochi: Space Battle (Intellivision) Mission X (Intellivision) Utopia (Intellivision) Masters of the Universe: The Power of He-Man (Intellivision) Vectron (Intellivision) Tron: Deadly Discs (Intellivision) Thin Ice (Intellivision) Advanced Dungeons & Dragons (Intellivision) Space Spartans (Intellivision) Microsurgeon (Intellivision) Frog Bog (Intellivison) Buzz Bombers (Intellivision) Space Hawk (Intellivision) Boxing (Intellivision) Snafu (Intellivision) B-17 Bomber (Intellivision) Bomb Squad (Intellivision) |
| 45       | Double Vision: Part 2            | 8:24   | 8 aprile 2008 (GameTrailers) 25 settembre 2009 (YouTube)   | ColecoVision Appaiono molti giochi: Montezuma's Revenge (ColecoVision) Rocky Super Action Boxing (ColecoVision) Cabbage Patch Kids: Adventures in the Park (ColecoVision) Campaign '84 (ColecoVision) Chuck Norris Superkicks (ColecoVision) Dance Fantasy (ColecoVision) Dr. Seuss' Fix-Up the Mix-Up Puzzler (ColecoVision) Learning with Leeper (ColecoVision) Looping (ColecoVision) Robin Hood (ColecoVision) Slurpy (ColecoVision) Smurf: Rescue in Gargamel's Castle (ColecoVision) WarGames (ColecoVision) War Room (ColecoVision)                      |
| 46       | The Wizard & Super Mario Bros. 3 | 17:19  | 22 aprile 2008 (GameTrailers) 8 novembre 2009 (YouTube)    | Il piccolo grande mago dei videogames (The Wizard) - film Super Mario Bros. 3 (NES) |
| 47       | NES Accessories                  | 13:51  | 14 maggio 2008 (GameTrailers) 24 novembre 2009 (YouTube)   | Recensione di alcuni accessori per NES e SNES: NES Zapper (NES) Super Scope (SNES) Miracle Piano (NES) Power Pad (NES) Speedboard (NES) Konami LaserScope (NES) Roll & Rocker (NES) U-Force (NES). |
| 48       | Indiana Jones Trilogy            | 18:43  | 20 maggio 2008 (GameTrailers) 12 dicembre 2009 (YouTube)   | Raiders of the Lost Ark (Atari 2600) Indiana Jones and the Temple of Doom (NES) Indiana Jones and the Last Crusade: The Action Game (NES) Indiana Jones' Greatest Adventures (SNES) |
| 49       | Star Trek                        | 10:45  | 11 giugno 2008 (GameTrailers) 7 maggio 2009 (YouTube)      | Star Trek: The Motion Picture (Vectrex) Star Trek: Strategic Operations Simulator (Atari 2600) Star Trek: Strategic Operations Simulator (ColecoVision) Star Trek: 25th Anniversary (NES) L'introduzione è una parodia della sigla iniziale della serie classica di Star Trek, con un NES al posto dell'Enterprise. Guest star: Mike Matei (un Klingon e un Metron). |
| 50       | Superman                         | 11:46  | 26 giugno 2008 (GameTrailers) 1º gennaio 2010 (YouTube)    | Superman (Atari 2600) Superman (NES) |
| 51       | Superman 64                      | 10:37  | 8 luglio 2008 (GameTrailers) 13 gennaio 2010 (YouTube)     | Superman: The Man of Steel (Commodore 64) Superman 64 (Nintendo 64) |
| 52       | Batman Part I                    | 11:45  | 22 luglio 2008 (GameTrailers) 27 gennaio 2010 (YouTube)    | Batman: The Caped Crusader (Commodore 64) Batman: The Video Game (NES) Batman: Returns (SNES, Sega CD, Atari Linx) The Adventures of Batman & Robin (SNES) Batman Forever (SNES) |
| 53       | Batman Part II                   | 9:42   | 10 agosto 2008 (GameTrailers) 29 gennaio 2010 (YouTube)    | Batman: Return of the Joker (NES, Game Boy) Batman: Revenge of the Joker (Sega 32X) |
| 54       | Deadly Towers                    | 8:20   | 19 agosto 2008 (GameTrailers) 28 febbraio 2010 (YouTube)   | Deadly Towers (NES) Prima recensione ad essere fatta dai fans |
| 55       | Battletoads                      | 7:52   | 3 settembre 2008 (GameTrailers) 17 marzo 2010 (YouTube)    | Battletoads (NES) Guest star: Kyle Justin |
| 56       | Dick Tracy                       | 14:04  | 16 settembre 2008 (GameTrailers) 28 marzo 2010 (YouTube)   | Dick Tracy (NES) |
| 57       | Dracula                          | 11:57  | 14 ottobre 2008 (GameTrailers) 2 ottobre 2009 (YouTube)    | Dracula (Commodore Vic-20, Intellivision) Drac's Night Out (NES) Dracula - Crazy Vampire (Game Boy Color) Countdown (NES) Bram Stoker - Dracula (NES, SNES, Sega Mega Drive, Sega CD) |
| 58       | Frankenstein                     | 14:08  | 29 ottobre 2008 (GameTrailers) 13 ottobre 2009 (YouTube)   | Frankenstein: The Monster Returns (NES) Mary Shelley's Frankenstein (SNES) The Adventures of Dr. Franken (SNES) Frankenstein: The Monster Returns (NES) Guest star: Mike Matei (Franken-Nerd) |
| 59       | CD-i Part I                      | 7:57   | 12 novembre 2008 (GameTrailers) 14 aprile 2010 (YouTube)   | CD-i Hotel Mario (CD-i) |
| 60       | CD-i Part II                     | 12:35  | 25 novembre 2008 (GameTrailers) 20 aprile 2010 (YouTube)   | Zelda: The Wand of Gamelon (CD-i) |
| 61       | CD-i Part III                    | 14:15  | 9 dicembre 2008 (GameTrailers) 28 aprile 2010 (YouTube)    | Link: The Faces of Evil (CD-i) Zelda's Adventure (CD-i) |
| 62       | Bible Games II                   | 17:00  | 23 dicembre 2008 (GameTrailers) 19 dicembre 2009 (YouTube) | Exodus: Journey to the Promised Land (NES) Noah's Ark (NES) Joshua (NES) Menace Beach (NES) Sunday Funday (NES) Moses the Exodus (CD-i) David and Goliath (CD-i) The Story of Samson (CD-i) King James Bible (Game Boy) Questo è il primo episodio ad avere la risoluzione 16:9 |
| 63       | Michael Jackson's Moonwalker     | 10:04  | 7 gennaio 2009 (GameTrailers) 14 luglio 2010 (YouTube)     | Michael Jackson's Moonwalker (Sega Mega Drive) |
| 64       | Milon's Secret Castle            | 11:33  | 27 gennaio 2009 (GameTrailers) 14 settembre 2010 (YouTube) | Milon's Secret Castle (NES) |

## Stagione 4 (2009-2010)
| Episodio | Titolo                            | Durata | Data                                                       | Giochi recensiti e note |
| -------- | --------------------------------- | ------ | ---------------------------------------------------------- | --- |
| 65       | Atari Jaguar Part I               | 8:23   | 16 marzo 2009 (GameTrailers) 14 agosto 2010 (YouTube)      | Atari Jaguar |
| 66       | Atari Jaguar Part II              | 14:21  | 25 marzo 2009 (GameTrailers) 25 agosto 2010 (YouTube)      | Tempest 2000 (Atari Jaguar) Alien vs. Predator (Atari Jaguar) Doom (Atari Jaguar) Attack of the Mutant Penguins (Atari Jaguar) Kasumi Ninja (Atari Jaguar) Cybermorph (Atari Jaguar) |
| 67       | Metal Gear                        | 13:17  | 8 aprile 2009 (GameTrailers) 10 novembre 2010 (YouTube)    | Metal Gear (NES) |
| 68       | Odyssey                           | 10:58  | 21 aprile 2009 (GameTrailers) 26 novembre 2010 (YouTube)   | Magnavox Odyssey |
| 69       | X-Men                             | 14:11  | 6 maggio 2009 (GameTrailers) 27 novembre 2010 (YouTube)    | The Uncanny X-Men (NES) Wolverine (NES) X-Men (arcade) X-Men (Sega Mega Drive) X-Men 2: Clone Wars (Sega Mega Drive) |
| 70       | The Terminator                    | 14:54  | 19 maggio 2009 (GameTrailers) 7 gennaio 2011 (YouTube)     | The Terminator (NES) The Terminator (SNES) The Terminator (Sega CD) In questo episodio non c'è la musica originale di AVGN, ma un'intro in stile Terminator. |
| 71       | The Terminator 2: Day of Judgment | 13:25  | 2 giugno 2009 (GameTrailers) 11 gennaio 2011 (YouTube)     | T2: The Arcade Game (SNES) T2: The Arcade Game (Sega Mega Drive) T2: The Arcade Game (Game Boy) Terminator 2: Judgment Day (NES) Terminator 2: Judgment Day (Game Boy) Terminator 2: Judgment Day (SNES) |
| 72       | Transformers                      | 12:43  | 17 giugno 2009 (GameTrailers) 18 gennaio 2011 (YouTube)    | The Transformers (Commodore 64) Transformers: Convoy no nazo (Famicom) Famicom |
| 73       | Mario is Missing!                 | 9:30   | 1º luglio 2009 (GameTrailers) 15 febbraio 2011 (YouTube)   | Mario Is Missing! (NES, SNES) Mario's Time Machine (NES, SNES) |
| 74       | Plumbers Don't Wear Ties          | 20:38  | 21 luglio 2009 (GameTrailers) 8 marzo 2011 (YouTube)       | 3DO Interactive Multiplayer Plumbers Don't Wear Ties (3DO) |
| 75       | Bugs Bunny's Crazy Castle         | 16:58  | 5 agosto 2009 (GameTrailers) 15 marzo 2011 (YouTube)       | The Bugs Bunny Crazy Castle (NES) The Bugs Bunny Crazy Castle 2 (Game Boy) Bugs Bunny: Crazy Castle 3 (Game Boy) Crazy Castle 4 (Game Boy Color) Woody Woodpecker in Crazy Castle 5 (Game Boy Advance) Guest star: Mike Matei (Bugs Bunny/Woody Woodpecker), Kyle Justin |
| 76       | Super Pitfall!                    | 11:07  | 20 agosto 2009 (GameTrailers) 22 marzo 2011 (YouTube)      | Super Pitfall (NES) |
| 77       | Godzilla                          | 15:46  | 4 settembre 2009 (GameTrailers) 14 aprile 2011 (YouTube)   | Godzilla: Monster of Monsters (NES) Godzilla 2: War of the Monsters (NES) Godzilla (Game Boy) Super Godzilla (SNES) Godzilla: Kaijū daikessen (Super Famicom) Godzilla: Destroy All Monsters Melee (Xbox) Godzilla: Save the Earth (Xbox) Godzilla: Unleashed (PS2) |
| 78       | Wayne's World                     | 12:15  | 24 settembre 2009 (GameTrailers) 3 marzo 2011 (YouTube)    | Wayne's World (NES, SNES) |
| 79       | Castlevania Part I                | 10:08  | 8 ottobre 2009 (GameTrailers) 3 ottobre 2010 (YouTube)     | Castlevania (NES) Special di Halloween in quattro parti, dedicato alla serie Castlevania |
| 80       | Castlevania Part II               | 12:47  | 21 ottobre 2009 (GameTrailers) 12 ottobre 2010 (YouTube)   | Castlevania II: Simon's Quest (NES) Castlevania III: Dracula's Curse (NES) |
| 81       | Castlevania Part III              | 12:52  | 5 novembre 2009 (GameTrailers) 20 ottobre 2010 (YouTube)   | Super Castlevania IV (SNES) Castlevania: Dracula X (SNES) Castlevania (Nintendo 64) |
| 82       | Castlevania Part IV               | 9:48   | 19 novembre 2009 (GameTrailers) 27 ottobre 2010 (YouTube)  | Castlevania: Bloodlines (Sega Mega Drive) Castlevania: Symphony of the Night (PlayStation) |
| 83       | Little Red Hood                   | 14:54  | 3 dicembre 2009 (GameTrailers) 3 maggio 2011 (YouTube)     | Little Red Hood (NES) |
| 84       | Winter Games                      | 10:28  | 23 dicembre 2009 (GameTrailers) 20 dicembre 2010 (YouTube) | Winter Games (NES) |
| 85       | Street Fighter 2010               | 17:56  | 6 gennaio 2010 (GameTrailers) 10 giugno 2011 (YouTube)     | Street Fighter 2010 (NES) Fighting Street (TurboGrafx-CD) Street Fighter: The Movie (Sega Saturn) |
| 86       | Hydlide                           | 8:28   | 20 gennaio 2010 (GameTrailers) 14 giugno 2011 (YouTube)    | Hydlide (NES) |
| 87       | Ninja Gaiden                      | 15:40  | 4 febbraio 2010 (GameTrailers) 14 giugno 2011 (YouTube)    | Ninja Gaiden (NES) Guest star: Kevin Finn (Ninja) |
| 88       | Swordquest                        | 9:12   | 18 febbraio 2010 (GameTrailers) 2 luglio 2011 (YouTube)    | Swordquest (Atari 2600) |
| 89       | Pong Consoles                     | 12:00  | 6 marzo 2010 (GameTrailers) 18 luglio 2011 (YouTube)       | Pong (varie piattaforme) Vengono presentate diverse console contenenti Pong e varianti di esso. Tra le altre, sono presenti: Tournament 1000, ATF TV Fun, Wonder Wizard, Studio II, TV Scoreboard, Super Pong Tellagame, Colorsport VIII, Ricochet, 4 Way Video Game, TV Game 6, Volley 6, Magnavox Odyssey 4000, Fairchild Channel F, Coleco Telstar, Coleco Telstar Arcade |

## Stagione 5 (2010-2011)
| Episodio | Titolo                               | Durata | Data                                                       | Giochi recensiti e note |
| -------- | ------------------------------------ | ------ | ---------------------------------------------------------- | --- |
| 90       | Action 52                            | 26:50  | 30 aprile 2010 (GameTrailers) 21 luglio 2011 (YouTube)     | Action 52 (NES) |
| 91       | Cheetahmen                           | 20:25  | 9 giugno 2010 (GameTrailers) 11 agosto 2011 (YouTube)      | Action 52 (NES) Cheetahmen II (NES) Action 52 (Sega Mega Drive) |
| 92       | Game Glitches                        | 16:07  | 8 luglio 2010 (GameTrailers) 2 settembre 2011 (YouTube)    | Una recensione di videogiochi affetti da numerosi glitch e bug. Sono presentati i seguenti titoli : Pac-Man (NES), Super Team Games (NES), Metal Gear (NES), Mike Tyson's Punch-Out!! (NES), Mega Man 2 (NES), Mega Man 5 (NES), Cheetahmen II (NES), Double Dragon (NES), Super Mario Bros. (NES), Super Mario Bros. 2 (NES), Super Mario Bros. 3 (NES), Super Mario World (SNES), Mountain King (Atari 2600), The Legend of Zelda: Twilight Princess (Wii) e Rocky (PS2). Guest star: Kevin Finn (Game Graphic Glitch Gremlin) |
| 93       | Zelda II                             | 15:07  | 4 agosto 2010 (GameTrailers) 15 novembre 2011 (YouTube)    | Zelda II: The Adventure of Link (NES) |
| 94       | Back to the Future Re-Revisited      | 23:04  | 3 settembre 2010 (GameTrailers) 1º dicembre 2011 (YouTube) | Top Gun (NES) Who Framed Roger Rabbit (NES) Teenage Mutant Ninja Turtles (NES) Back to the Future (NES) Back to the Future Part II & III (NES) Back to the Future Part III (Sega Mega Drive) Super Back to the Future Part II (Super Famicom) |
| 95       | Dr. Jekyll and Mr. Hyde Re-Revisited | 16:40  | 7 ottobre 2010 (GameTrailers) 31 ottobre 2011 (YouTube)    | Dr. Jekyll and Mr. Hyde (NES) |
| 96       | Lester the Unlikely                  | 10:44  | 4 novembre 2010 (GameTrailers) 26 dicembre 2011 (YouTube)  | Lester the Unlikely (SNES) The Flowers Of Robert Mapplethorpe (CD-i) |
| 97       | How The Nerd Stole Christmas         | 12:07  | 6 dicembre 2010                                            | Town & Country Surf Designs: Wood & Water Rage (NES) Circus Caper (NES) Fist of the North Star (NES) Questo episodio mostra diverse illustrazioni fatte a mano da Mike Matei. Il compositore Bear McCreary ha arrangiato la canzone parodia You're a Mean One, Mr. Grinch utilizzando effetti sonori sullo stile NES 8-bit. |
| 98       | Day Dreamin' Davey                   | 14:00  | 5 gennaio 2011 (GameTrailers) 30 dicembre 2011 (YouTube)   | Day Dreamin' Davey (NES) |
| 99       | Star Wars Games                      | 22:28  | 3 febbraio 2011 (GameTrailers) 9 febbraio 2012 (YouTube)   | Star Wars: The Arcade Game (Atari 2600) Star Wars: The Empire Strikes Back (Atari 2600) Return of the Jedi: Death Star Battle (Atari 2600) Star Wars: Jedi Arena (Atari 2600) Star Wars (Famicom), Star Wars (NES) Star Wars: The Empire Strikes Back (NES) Super Star Wars (SNES) Super Star Wars: The Empire Strikes Back (SNES) Super Star Wars: Return of the Jedi (SNES) Shadows of the Empire (Nintendo 64) |
| 100      | R.O.B. the Robot                     | 18:52  | 3 marzo 2011 (GameTrailers) 15 marzo 2012 (YouTube)        | Gyromite (NES) Stack-Up (NES) Da questo episodio, tutti gli episodi avranno la risoluzione 16:9 |

## Stagione 6 (2011)
| Episodio | Titolo                                         | Durata | Data                                                      | Giochi recensiti e note |
| -------- | ---------------------------------------------- | ------ | --------------------------------------------------------- | --- |
| 101      | Steven Spielberg Games                         | 21:18  | 6 aprile 2011 (GameTrailers) 12 aprile 2012 (YouTube)     | Jaws (NES) Hook (NES) Jurassic Park (NES) Jurassic Park (Sega Mega Drive) Jurassic Park: Rampage Edition (Sega Mega Drive) Jurassic Park (SNES) Jurassic Park 2: The Chaos Continues (SNES) Jurassic Park (Sega CD) Jurassic Park Interactive (3DO) UFI und sein gefährlicher Einsatz (Atari 2600) |
| 102      | The Making of an Angry Video Game Nerd Episode | 35:05  | 7 luglio 2011 (GameTrailers) 1º maggio 2012 (YouTube)     | James Rolfe realizza un documentario in cui mostra la realizzazione di un episodio dell'AVGN in varie fasi; alla fine, fa una breve recensione, nei panni del nerd, di Barbie per NES. |
| 103      | Kid Kool                                       | 8:14   | 3 agosto 2011 (GameTrailers) 7 maggio 2012 (YouTube)      | Kid Kool (NES) |
| 104      | Nintendo World Championships                   | 17:02  | 26 agosto 2011 (GameTrailers) 16 maggio 2012 (YouTube)    | Nintendo World Championship 1990 Guest star: Pat Contri (Pat the NES Punk) |
| 105      | Dark Castle                                    | 12:07  | 6 ottobre 2011 (GameTrailers) 1º ottobre 2012 (YouTube)   | Dark Castle (Sega Mega Drive e CD-i) |
| 106      | Bible Games III                                | 14:14  | 7 dicembre 2011 (GameTrailers) 11 dicembre 2012 (YouTube) | King James Bible (Game Boy) Caltron 6 in 1 (NES) King of Kings: The Early Years (NES) Spiritual Warfare (Sega Mega Drive Bible Adventures (Sega Mega Drive) Ultimo episodio pubblicato su GameTrailers                                                                                             |

## Stagione 7 (2012-2013)
| Episodio | Titolo                                         | Durata | Data             | Giochi recensiti e note |
| -------- | ---------------------------------------------- | ------ | ---------------- | --- |
| 107      | Schwarzenegger Games                           | 22:26  | 24 luglio 2012   | Total Recall (NES) Last Action Hero (NES) Myth: History in the Making (NES) Commando e Predator: Soon the Hunt Will Begin (NES) |
| 108      | Ghosts'n Goblins                               | 17:04  | 24 ottobre 2012  | Ghosts 'n Goblins (NES) |
| 109      | Atari Sports                                   | 12:42  | 17 dicembre 2012 | Football, Basketball, Home Run, Super Challenge Baseball, RealSports Baseball, Ice Hockey, RealSports Volleyball, Boxing, RealSports Boxing, Tennis, RealSports Tennis, Grand Prix, Math Gran Prix, Karate, International Soccer, Pelé's Soccer, Golf, Miniature Golf (Atari 2600) |
| 110      | Ikari Warriors                                 | 20:39  | 6 marzo 2013     | Ikari Warriors (NES) Guest star: Kyle Justin |
| 111      | Toxic Crusaders                                | 14:42  | 30 aprile 2013   | Toxic Crusaders (NES, Sega Mega Drive e Game Boy) Guest star: Lloyd Kaufman (co-fondatore di Troma) |
| 112      | Bill & Ted's Excellent Adventure               | 17:52  | 30 giugno 2013   | Bill & Ted's Excellent Video Game Adventure (NES) |
| 113      | Tiger Electronic Games                         | 18:39  | 6 settembre 2013 | Selezione di giochi elettronici prodotti da Tiger Electronics Game.com R-Zone |
| 114      | Alien 3                                        | 10:17  | 21 ottobre 2013  | Alien³ (NES) |
| 115      | AVGN Games!                                    | 21:55  | 20 novembre 2013 | Selezione di videogiochi amatoriali basati sull'Angry Video Game Nerd per PC, iOS, Atari 2600 e NES |
| 116      | Wish List: Part 1 – Sonic the Hedgehog & more! | 15:07  | 17 dicembre 2013 | Bad Dudes (arcade) Skate or Die! (NES) Karate Champ (NES) Where's Waldo? (NES) Sonic Blast (Game Gear) Sonic Labyrinth (Game Gear) Sonic R (Sega Saturn) Sonic Shuffle (Dreamcast) Shadow the Hedgehog                                                                             |
| 117      | Wish List: Part 2 – Bubsy 3D & more!           | 15:27  | 19 dicembre 2013 | A Boy and His Blob (Wii) The Three Stooges (NES) Home Improvement: Power Tool Pursuit! (SNES) Pit-Fighter Bubsy 3D (PlayStation) Spider-Man and Venom: Maximum Carnage (SNES, Sega Mega Drive)                                                                                     |

## Stagione 8 (2014)
Nota bene: gli episodi da 122 a 133 fanno parte dello special natalizio "12 Days of Shitsmas", composto da 12 episodi.
| Episodio | Titolo                                  | Durata | Data             | Giochi recensiti e note |
| -------- | --------------------------------------- | ------ | ---------------- | --- |
| 118      | Big Rigs: Over the Road Racing          | 15:44  | 19 marzo 2014    | Big Rigs (PC) |
| 119      | Desert Bus                              | 15:30  | 28 maggio 2014   | Penn & Teller's Smoke and Mirrors (Sega CD) Inoltre viene mostrata una versione hack di Castlevania II: Simon's Quest in cui sono stati sistemati tutti gli elementi del videogioco criticati nell'episodio 1. |
| 120      | E.T. Atari 2600                         | 7:00   | 10 ottobre 2014  | E.T. the Extra-Terrestrial (Atari 2600) L'episodio è integrato all'interno del film Angry Video Game Nerd: The Movie                                                                                           |
| 121      | Beetlejuice                             | 13:53  | 14 ottobre 2014  | Beetlejuice (NES) |
| 122      | Tagin' Dragon                           | 3:50   | 11 dicembre 2014 | Tagin' Dragon (NES) |
| 123      | ALF                                     | 4:01   | 12 dicembre 2014 | ALF (Sega Master System) |
| 124      | Crazy Bus                               | 4:06   | 13 dicembre 2014 | Crazy Bus (Sega 32X) |
| 125      | Ren & Stimpy: Fire Dogs                 | 5:16   | 14 dicembre 2014 | The Ren & Stimpy Show: Fire Dogs (SNES) |
| 126      | Rocky and Bullwinkle                    | 4:06   | 15 dicembre 2014 | The Adventures of Rocky and Bullwinkle and Friends (NES) |
| 127      | Mary-Kate and Ashley "Get a Clue"       | 4:15   | 16 dicembre 2014 | Mary-Kate and Ashley: Get a Clue (Game Boy Color) |
| 128      | V.I.P. with Pamela Anderson             | 4:53   | 17 dicembre 2014 | V.I.P. with Pamela Anderson (PlayStation) |
| 129      | Lethal Weapon                           | 4:37   | 18 dicembre 2014 | Lethal Weapon (NES) |
| 130      | Porky's                                 | 6:02   | 19 dicembre 2014 | Porky's (Atari 2600) |
| 131      | HyperScan                               | 6:32   | 20 dicembre 2014 | HyperScan X-Men, Ben 10, Interstellar Wrestling League, Marvel Heroes (HyperScan) |
| 132      | Universal Studios Theme Parks Adventure | 11:29  | 21 dicembre 2014 | Universal Studios Theme Parks Adventure (GameCube) |
| 133      | LJN Video Art                           | 8:43   | 22 dicembre 2014 | LJN Video Art |

## Stagione 9 (2015)
| Episodio | Titolo                              | Durata | Data                                                   | Giochi recensiti e note                                                                                           |
| -------- | ----------------------------------- | ------ | ------------------------------------------------------ | --- |
| 134      | Hong Kong 97                        | 12:46  | 26 marzo 2015                                          | Hong Kong 97 (Super Famicom)                                                                                      |
| 135      | Darkwing Duck                       | 13:48  | 13 maggio 2015                                         | Darkwing Duck (TurboGrafx-16)                                                                                     |
| 136      | Seaman                              | 17:24  | 28 luglio 2015 (Cinemassacre) 29 luglio 2015 (YouTube) | Seaman (Dreamcast) Episodio dedicato a Leonard Nimoy (narratore all'interno di Seaman), morto il 27 febbraio 2015 |
| 137      | The Crow                            | 9:43   | 30 ottobre 2015                                        | The Crow: City of Angels (Sega Saturn)                                                                            |
| 138      | Mortal Kombat Mythologies: Sub-Zero | 12:02  | 22 dicembre 2015                                       | Mortal Kombat Mythologies: Sub-Zero (Nintendo 64)                                                                 |

## Stagione 10 (2016)
| Episodio | Titolo                            | Durata | Data             | Giochi recensiti e note |
| -------- | --------------------------------- | ------ | ---------------- | --- |
| 139      | Mega Man Games                    | 25:06  | 6 aprile 2016    | Mega Man (DOS) Mega Man 3 (DOS) Mega Man Legends (PlayStation) Mega Man X7 (PS2) Episodio celebrativo dei 10 anni del canale YouTube di Cinemassacre                                                                     |
| 140      | Paperboy                          | 16:05  | 26 maggio 2016   | Paperboy (NES) |
| 141      | Beavis and Butt-Head              | 14:18  | 16 agosto 2016   | Beavis and Butt-Head (Sega Mega Drive) |
| 142      | Berenstain Bears                  | 19:41  | 18 ottobre 2016  | Extreme Sports with The Berenstain Bears (Game Boy Color) Berenstain Bears KidVid Talking Video Game Set (Atari 2600) Smurfs Save the Day: KidVid (Atari 2600) The Berenstain Bears' Camping Adventure (Sega Mega Drive) |
| 143      | Sega Activator Interactor Menacer | 11:51  | 20 dicembre 2016 | Selezione di diversi accessori per il Sega Mega Drive: Activator, Aura Interactor, Menacer, Victormaxx Stuntmaster, TeeV Golf, BatterUP Guest star: Nathan Barnatt (Keith Apicary)                                       |

## Stagione 11 (2017)
| Episodio | Titolo                           | Durata | Data              | Giochi recensiti e note |
| -------- | -------------------------------- | ------ | ----------------- | --- |
| 144      | Mighty Morphin Power Rangers     | 20:15  | 23 marzo 2017     | Choujin Sentai Jetman (Famicom) Kyoryu Sentai Zyuranger (Famicom) Mighty Morphin Power Rangers (SNES, Sega Mega Drive, Sega CD, Game Boy) Mighty Morphin Power Rangers: The Movie (SNES, Game Boy) Power Rangers Lightspeed Rescue (Nintendo 64) |
| 145      | Sonic '06                        | 16:47  | 20 aprile 2017    | Sonic the Hedgehog (Xbox 360) |
| 146      | Planet of the Apes               | 12:34  | 4 luglio 2017     | Planet of the Apes (PlayStation) |
| 147      | Game Boy Accessories             | 16:15  | 15 agosto 2017    | Selezione di diversi accessori per il Game Boy, tra cui la Game Boy Camera e il Game Boy Printer |
| 148      | Treasure Master                  | 10:03  | 20 settembre 2017 | Treasure Master (NES) |
| 149      | Wrestling Games                  | 11:55  | 4 ottobre 2017    | WWF WrestleMania Challenge (NES) WWF Royal Rumble (SNES) WCW SuperBrawl Wrestling (SNES) Saturday Night Slam Masters (SNES) |
| 150      | Polybius                         | 22:18  | 26 ottobre 2017   | Polybius Prima della pubblicazione ufficiale, l'episodio è stato mostrato in anteprima (suddiviso in 6 parti) sul canale secondario "Cinemassacre Plays" tra il 19 e il 24 ottobre 2017                                                          |
| 151      | Robocop NES Games                | 13:52  | 19 novembre 2017  | RoboCop NES) RoboCop 2 (NES) RoboCop 3 (NES) |
| 152      | Sonic '06 Part 2                 | 13:34  | 30 novembre 2017  | Sonic the Hedgehog (Xbox 360) |
| 153      | Charlie's Angels                 | 9:42   | 6 dicembre 2017   | Charlie's Angels (GameCube) |
| 154      | Star Wars: Masters of Teräs Käsi | 8:47   | 13 dicembre 2017  | Star Wars: Masters of Teräs Käsi (PlayStation) Vengono mostrati anche alcuni spezzoni tratti da Star Wars: Episode I Racer (Nintendo 64), pur senza recensire il gioco                                                                           |
| 155      | Lightspan Adventures             | 15:37  | 22 dicembre 2017  | Serie Lightspan Adventures (PlayStation) |

## Stagione 12 (2018)
Nota bene: tutti gli episodi di questa stagione sono stati pubblicati in anteprima su Amazon Prime.
| Episodio | Titolo                                | Durata | Data                                                        | Giochi recensiti e note |
| -------- | ------------------------------------- | ------ | ----------------------------------------------------------- | --- |
| 156      | Earthbound                            | 39:31  | 17 aprile 2018 (Amazon Prime) 25 aprile 2018 (YouTube)      | EarthBound (SNES) |
| 157      | Dirty Harry                           | 11:51  | 24 maggio 2018 (Amazon Prime) 24 giugno 2018 (YouTube)      | Dirty Harry (NES) |
| 158      | Drake of the 99 Dragons               | 13:28  | 5 settembre 2018 (Amazon Prime) 25 settembre 2018 (YouTube) | Drake of the 99 Dragons (Xbox) |
| 159      | Tomb Raider Games                     | 18:57  | 5 settembre 2018 (Amazon Prime) 2 ottobre 2018 (YouTube)    | Tomb Raider: Chronicles (PlayStation) Tomb Raider: The Angel of Darkness (PS2) Tomb Raider (N-Gage) |
| 160      | Resident Evil: Survivor               | 22:29  | 11 ottobre 2018 (Amazon Prime) 30 ottobre 2018 (YouTube)    | Resident Evil: Survivor (PlayStation) |
| 161      | Super Hydlide and Virtual Hydlide     | 20:36  | 12 ottobre 2018 (Amazon Prime) 6 novembre 2018 (YouTube)    | Super Hydlide (Sega Mega Drive) Virtual Hydlide (Sega Saturn) |
| 162      | Amiga CD32                            | 16:25  | 19 novembre 2018 (Amazon Prime) 20 novembre 2018 (YouTube)  | Amiga CD32 Appaiono molti giochi: Dangerous Streets (Amiga CD32) Super Putty (Amiga CD32) Super Morph (Amiga CD32) Naughty Ones (Amiga CD32) Gloom (Amiga CD32) Diggers (Amiga CD32) Oscar (Amiga CD32) Bubba 'N' Stix (Amiga CD32) Surf Ninjas (Amiga CD32) Kang Fu (Amiga CD32) Zool (Amiga CD32) |
| 163      | The Town with No Name                 | 15:51  | 4 dicembre 2018 (Amazon Prime) 5 dicembre 2018 (YouTube)    | The Town With No Name (Amiga CD32) |
| 164      | Home Alone Games with Macaulay Culkin | 19:03  | 14 dicembre 2018 (Amazon Prime) 15 dicembre 2018 (YouTube)  | Home Alone Home Alone 2: Lost in New York Guest star: Macaulay Culkin |

## Stagione 13 (2019)
| Episodio | Titolo                                        | Durata | Data              | Giochi recensiti e note |
| -------- | --------------------------------------------- | ------ | ----------------- | --- |
| 165      | Chronologically Confused about Kingdom Hearts | 10:28  | 23 gennaio 2019   | Serie Kingdom Hearts |
| 166      | Video Game Magazines                          | 14:59  | 13 marzo 2019     | Rassegna di diverse riviste di videogiochi (eccetto Nintendo Power, già trattata nell'episodio 33), tra cui Atari Age, Game Players, VideoGames & Computer Entertainment, GamePro ed Electronic Gaming Monthly.                                                                  |
| 167      | Aladdin Deck Enhancer                         | 21:45  | 10 aprile 2019    | Aladdin Deck Enhancer (accessorio per NES) |
| 168      | Pepsiman                                      | 23:16  | 8 maggio 2019     | Pepsiman (PlayStation) Guest star: Mike Butters (TV Game Guy), Xander Arnot (Pepsiman) |
| 169      | Superman 64 Returns!!                         | 19:09  | 5 giugno 2019     | Superman 64 (Nintendo 64) |
| 170      | Life of Black Tiger                           | 23:21  | 31 luglio 2019    | Life of Black Tiger (PS4) Guest star: Gilbert Gottfried (Fred Fuchs) |
| 171      | Chex Quest                                    | 16:25  | 21 agosto 2019    | Chex Quest (PC) |
| 172      | Jurassic Park: Trespasser                     | 24:21  | 25 settembre 2019 | Jurassic Park: Trespasser (PC) Guest star: Seamus Blackley |
| 173      | The Immortal                                  | 13:19  | 16 ottobre 2019   | The Immortal (NES) |
| 174      | Spawn Games                                   | 22:17  | 27 novembre 2019  | Spawn (Game Boy Color) Todd McFarlane's Spawn: The Video Game (SNES) Spawn: The Eternal (PlayStation) Spawn: In the Demon's Hand (Dreamcast) Spawn: Armageddon (PlayStation 2) Guest star: Justin Silverman (Violator), Mike Matei (Woody Bugs), Joe La Scola (voce del Diavolo) |
| 175      | The Legend of Zelda: Majora's Mask            | 41:04  | 11 dicembre 2019  | The Legend of Zelda: Majora's Mask (Nintendo 64) |

## Stagione 14 (2020)
| Episodio | Titolo                                      | Durata | Data              | Giochi recensiti e note                                                                                          |
| -------- | ------------------------------------------- | ------ | ----------------- | --- |
| 176      | Raid 2020                                   | 23:51  | 15 gennaio 2020   | Raid 2020 (NES)                                                                                                  |
| 177      | Mortal Kombat 1 Ports                       | 22:03  | 11 marzo 2020     | Mortal Kombat (SNES, Sega Mega Drive, Game Boy, Game Gear, Tiger Electronics)                                    |
| 178      | Mortal Kombat Rip-Offs                      | 22:25  | 8 aprile 2020     | Time Killers Street Fighter: The Movie The Kung-Fu Master Jackie Chan Tattoo Assassins Shadow: War of Succession |
| 179      | Dennis the Menace                           | 18:31  | 13 maggio 2020    | Dennis the Menace (SNES)                                                                                         |
| 180      | The Incredible Crash Dummies                | 19:06  | 30 giugno 2020    | The Incredible Crash Dummies (NES)                                                                               |
| 181      | Bad Final Fight Games                       | 17:41  | 30 luglio 2020    | Final Fight Revenge (Sega Saturn) Final Fight: Streetwise (PS2)                                                  |
| 182      | Mission: Impossible                         | 16:02  | 21 agosto 2020    | Mission: Impossible (Nintendo 64)                                                                                |
| 183      | Ecco the Dolphin                            | 16:44  | 30 settembre 2020 | Ecco the Dolphin (Sega Mega Drive)                                                                               |
| 184      | Countdown Vampires                          | 16:28  | 29 ottobre 2020   | Countdown Vampires (PlayStation)                                                                                 |
| 185      | The Legend of Kage                          | 15:54  | 13 novembre 2020  | The Legend of Kage (NES)                                                                                         |
| 186      | Taito Legends                               | 34:27  | 30 novembre 2020  | Taito Legends (PS2) Taito Legends 2 (PS2)                                                                        |
| 187      | The Simpsons: Bartman Meets Radioactive Man | 14:08  | 15 dicembre 2020  | Bartman Meets Radioactive Man (NES)                                                                              |

## Stagione 15 (2021)
| Episodio | Titolo                                                                          | Durata | Data              | Giochi recensiti e note |
| -------- | ------------------------------------------------------------------------------- | ------ | ----------------- | --- |
| 188      | Shrek Fairy Tale Freakdown                                                      | 15:51  | 15 marzo 2021     | Shrek Fairy Tale Freakdown (Game Boy Color) |
| 189      | Darkman                                                                         | 20:07  | 30 marzo 2021     | Darkman (NES) |
| 190      | Fear and Loathing in Vegas Stakes                                               | 26:57  | 30 aprile 2021    | Vegas Dream (NES) Vegas Stakes (SNES) Road Runner's Death Valley Rally (SNES) Super Caesars Palace (SNES) Pac-Kong LSD: Dream Emulator (PlayStation) L'intero episodio è una parodia del film Paura e delirio a Las Vegas |
| 191      | 3DO Interactive Multiplayer                                                     | 21:23  | 14 maggio 2021    | 3DO Interactive Multiplayer Appaiono diversi giochi: Crash 'n Burn (3DO) Road Rash (3DO) Gex (3DO) Captain Quazar (3DO) Soccer Kid (3DO) Battle Chess (3DO) The Horde (3DO) Super Street Fighter II Turbo (3DO) Way of the Warrior (3DO) Virtuoso (3DO) Alone in the Dark (3DO) Cyberia (3DO) PO'ed (3DO) Doom (3DO) Demolition Man (3DO) Hell: A Cyberpunk Thriller (3DO) Mad Dog McCree (3DO) Crime Patrol (3DO) |
| 192      | Corpse Killer                                                                   | 15:42  | 28 maggio 2021    | Corpse Killer (Sega CD, 3DO) |
| 193      | Sega Game Gear VHS Tapes                                                        | 12:18  | 18 giugno 2021    | Serie di videocassette promozionali di SEGA per il Game Gear in collaborazione con la catena alberghiera Howard Johnson's |
| 194      | Carmageddon 64                                                                  | 10:53  | 9 luglio 2021     | Carmageddon II: Carpocalypse Now (Nintendo 64) |
| 195      | Pac-Man 2: The New Adventures                                                   | 9:01   | 30 luglio 2021    | Pac-Man 2: The New Adventures (Sega Mega Drive) |
| 196      | The Rocketeer                                                                   | 18:01  | 20 agosto 2021    | The Rocketeer (NES, SNES) |
| 197      | Greendog: The Beached Surfer Dude!                                              | 15:20  | 10 settembre 2021 | Greendog: The Beached Surfer Dude! (Sega Mega Drive) |
| 198      | Commodore 64                                                                    | 30:52  | 25 settembre 2021 | Commodore 64 Oltre a The Transformers, Superman: The Man of Steel e Batman: The Caped Crusader per Commodore 64 e Dracula per Commodore VIC-20 (già osservati negli episodi precedenti), vengono mostrati diversi giochi pubblicati per il Commodore 64: Laurel & Hardy, The Simpsons, Street Fighter, Street Fighter II: The World Warrior, Thundercats, ALF: The First Adventure, Masters of the Universe: The Arcade Game, He-Man Jr., Double Dragon, The Amazing Spider-Man, Batman, Mario's Brewery, Terminator, Cyberdyne Warrior, Terminator 2: Judgment Day, Apple Cider Spider, Bouncing Heads, Get Off My Garden!, Cock'in, The Great Giana Sisters, Sex Games, Thing on a Spring, Revenge of the Mutant Camels, FaceMaker, Dancing Monster, Street Hassle, Netherworld, Bozo's Night Out, Everyone's a Wally, Lazy Jones, Big Trouble in Little China. |
| 199      | Freddy & Jason Commodore 64                                                     | 24:15  | 27 ottobre 2021   | Vengono mostrati diversi giochi pubblicati per il Commodore 64 a tema Halloween: Psycho, Ghostbusters, Slimer, The Evil Dead, The Rocky Horror Show, The Munsters, Gremlins: The Adventure, Soulless, Chiller, Weird Dreams, Friday the 13th. |
| 200a     | The Angry Video Game Nerd 200th Episode: Part 1 - LJN History and Movie Games   | 25:18  | 7 dicembre 2021   | Episodio speciale suddiviso in 3 parti ed incentrato su tutti i videogiochi pubblicati da LJN Toys (suddivisi per categorie). Oltre a quelli già recensiti negli episodi precedenti, appaiono i seguenti titoli: - Episodio 200a: Beetlejuice (Game Boy), Bill & Ted's Excellent Game Boy Adventure: A Bogus Journey! (Game Boy), Alien³ (Game Boy, SNES), True Lies (Game Boy, SNES), Warlock (SNES), Cutthroat Island (SNES) - Episodio 200b: NBA All-Star Challenge (Game Boy, SNES), NBA All-Star Challenge 2 (Game Boy), Major League Baseball (NES), Roger Clemens' MVP Baseball (Game Boy, NES, SNES), NFL (NES), NFL Quarterback Club (Game Boy, SNES), NFL Quarterback Club 2 (Game Boy), The Amazing Spider-Man 2 (Game Boy), The Amazing Spider-Man 3: Invasion of the Spider-Slayers (Game Boy), Spider-Man & X-Men in Arcade's Revenge (Game Boy, SNES), Spider-Man (SNES), Wolverine: Adamantium Rage (SNES), The Punisher (NES), The Punisher: The Ultimate Payback (Game Boy) - Episodio 200c: WWF King of the Ring (Game Boy), WWF Superstars (Game Boy), WWF Superstars 2 (Game Boy), WWF Super WrestleMania (SNES), WWF Royal Rumble (SNES), WWF Raw (Game Boy, SNES), Pictionary (NES), Gotcha! The Sport! (NES), Town & Country Surf Designs: Wood & Water Rage (NES), Town & Country II: Thrilla's Surfari (NES), The Incredible Crush Dummies (Game Boy, SNES, Mega Drive), Revolution X (SNES), Spirit of Speed 1937 (Dreamcast) Guest star: Sam Beddoes (nel ruolo di programmatore di videogiochi incaricato dal Nerd per sviluppare una versione migliorata di Back to the Future per NES) |
| 200b     | The Angry Video Game Nerd 200th Episode: Part 2 - LJN Sports and Marvel Games   | 25:15  | 10 dicembre 2021  | Episodio speciale suddiviso in 3 parti ed incentrato su tutti i videogiochi pubblicati da LJN Toys (suddivisi per categorie). Oltre a quelli già recensiti negli episodi precedenti, appaiono i seguenti titoli: - Episodio 200a: Beetlejuice (Game Boy), Bill & Ted's Excellent Game Boy Adventure: A Bogus Journey! (Game Boy), Alien³ (Game Boy, SNES), True Lies (Game Boy, SNES), Warlock (SNES), Cutthroat Island (SNES) - Episodio 200b: NBA All-Star Challenge (Game Boy, SNES), NBA All-Star Challenge 2 (Game Boy), Major League Baseball (NES), Roger Clemens' MVP Baseball (Game Boy, NES, SNES), NFL (NES), NFL Quarterback Club (Game Boy, SNES), NFL Quarterback Club 2 (Game Boy), The Amazing Spider-Man 2 (Game Boy), The Amazing Spider-Man 3: Invasion of the Spider-Slayers (Game Boy), Spider-Man & X-Men in Arcade's Revenge (Game Boy, SNES), Spider-Man (SNES), Wolverine: Adamantium Rage (SNES), The Punisher (NES), The Punisher: The Ultimate Payback (Game Boy) - Episodio 200c: WWF King of the Ring (Game Boy), WWF Superstars (Game Boy), WWF Superstars 2 (Game Boy), WWF Super WrestleMania (SNES), WWF Royal Rumble (SNES), WWF Raw (Game Boy, SNES), Pictionary (NES), Gotcha! The Sport! (NES), Town & Country Surf Designs: Wood & Water Rage (NES), Town & Country II: Thrilla's Surfari (NES), The Incredible Crush Dummies (Game Boy, SNES, Mega Drive), Revolution X (SNES), Spirit of Speed 1937 (Dreamcast) Guest star: Sam Beddoes (nel ruolo di programmatore di videogiochi incaricato dal Nerd per sviluppare una versione migliorata di Back to the Future per NES) |
| 200c     | The Angry Video Game Nerd 200th Episode: Part 3 - LJN Wrestling and Other Games | 26:57  | 21 dicembre 2021  | Episodio speciale suddiviso in 3 parti ed incentrato su tutti i videogiochi pubblicati da LJN Toys (suddivisi per categorie). Oltre a quelli già recensiti negli episodi precedenti, appaiono i seguenti titoli: - Episodio 200a: Beetlejuice (Game Boy), Bill & Ted's Excellent Game Boy Adventure: A Bogus Journey! (Game Boy), Alien³ (Game Boy, SNES), True Lies (Game Boy, SNES), Warlock (SNES), Cutthroat Island (SNES) - Episodio 200b: NBA All-Star Challenge (Game Boy, SNES), NBA All-Star Challenge 2 (Game Boy), Major League Baseball (NES), Roger Clemens' MVP Baseball (Game Boy, NES, SNES), NFL (NES), NFL Quarterback Club (Game Boy, SNES), NFL Quarterback Club 2 (Game Boy), The Amazing Spider-Man 2 (Game Boy), The Amazing Spider-Man 3: Invasion of the Spider-Slayers (Game Boy), Spider-Man & X-Men in Arcade's Revenge (Game Boy, SNES), Spider-Man (SNES), Wolverine: Adamantium Rage (SNES), The Punisher (NES), The Punisher: The Ultimate Payback (Game Boy) - Episodio 200c: WWF King of the Ring (Game Boy), WWF Superstars (Game Boy), WWF Superstars 2 (Game Boy), WWF Super WrestleMania (SNES), WWF Royal Rumble (SNES), WWF Raw (Game Boy, SNES), Pictionary (NES), Gotcha! The Sport! (NES), Town & Country Surf Designs: Wood & Water Rage (NES), Town & Country II: Thrilla's Surfari (NES), The Incredible Crush Dummies (Game Boy, SNES, Mega Drive), Revolution X (SNES), Spirit of Speed 1937 (Dreamcast) Guest star: Sam Beddoes (nel ruolo di programmatore di videogiochi incaricato dal Nerd per sviluppare una versione migliorata di Back to the Future per NES) |

## Stagione 16 (2022)
| Episodio | Titolo                   | Durata | Data             | Giochi recensiti e note |
| -------- | ------------------------ | ------ | ---------------- | --- |
| 201      | The Last Ninja           | 27:27  | 17 marzo 2022    | Last Ninja 2: Back with a Vengeance (NES) |
| 202      | Contra How I Remember It | 28:18  | 28 aprile 2022   | Contra (NES) Super Contra (NES) Contra Force (NES) Contra: Legacy of War (PlayStation, Sega Saturn) C: The Contra Adventure (PlayStation)         |
| 203      | Purr Pals                | 17:58  | 23 giugno 2022   | Imagine: Party Babyz (Wii) Balls of Fury (Wii) Monkey Mischief! Party Time (Wii) Billy the Wizard: Rocket Broomstick Racing (Wii) Purr Pals (Wii) |
| 204      | Hudson Hawk              | 18:24  | 31 agosto 2022   | Hudson Hawk (NES) |
| 205      | Doom                     | 29:08  | 30 ottobre 2022  | Doom (MS-DOS, porting di vario tipo) Guest star: John Romero (nel ruolo di se stesso e doppiatore di Icon of Sin)                                 |
| 206      | Garfield                 | 26:16  | 22 dicembre 2022 | Garfield (Atari, inedito) A Week of Garfield (Famicom) Garfield: Caught in the Act (Sega Mega Drive) Garfield Labyrinth (Game Boy)                |

## Stagione 17 (2023)
| Episodio | Titolo                              | Durata | Data             | Giochi recensiti e note |
| -------- | ----------------------------------- | ------ | ---------------- | --- |
| 207      | Kid Icarus                          | 21:48  | 24 febbraio 2023 | Kid Icarus (NES) |
| 208      | Earthworm Jim Trilogy               | 26:57  | 28 aprile 2023   | Earthworm Jim (Sega Genesis) Earthworm Jim 2 (Sega Genesis) Earthworm Jim 3D (Nintendo 64) |
| 209      | Indiana Jones: Crystal Skull + More | 26:19  | 1º luglio 2023   | Indiana Jones and the Kingdom of the Crystal Skull (LeapFrog Didj) Indiana Jones and His Desktop Adventures (PC) Indiana Jones and the Infernal Machine (Nintendo 64) The Adventures of Young Indiana Jones (DVD) Instruments of Chaos starring Young Indiana Jones (Sega Genesis) The Young Indiana Jones Chronicles (NES) |
| 210      | A Boy and His Blob                  | 18:59  | 24 agosto 2023   | A Boy and His Blob (NES) |
| 211      | Beating Jekyll and Hyde             | 26:51  | 28 ottobre 2023  | Dr. Jekyll and Mr. Hyde (NES) |
| 212      | Final Fantasy 6                     | 34:28  | 23 dicembre 2023 | Final Fantasy VI (SNES) |

## Stagione 18 (2024)
| Episodio | Titolo                                                                    | Durata | Data             | Giochi recensiti e note                                                                                                   |
| -------- | ------------------------------------------------------------------------- | ------ | ---------------- | --- |
| 213      | The Goonies 1 & 2                                                         | 26:12  | 26 febbraio 2024 | The Goonies (NES) The Goonies II (NES)                                                                                    |
| 214      | My Horse Prince                                                           | 20:01  | 19 aprile 2024   | My Horse Prince (Android)                                                                                                 |
| 215      | What Is the Best Castlevania? - 20th Anniversary of Angry Video Game Nerd | 26:19  | 1º luglio 2023   | Episodio celebrativo dei 20 anni dell'Angry Video Game Nerd con la classifica dei migliori titoli della serie Castlevania |
| 216      | SimCity                                                                   | 19:17  | 25 giugno 2024   | SimCity (SNES) |
| 217      | Glover                                                                    | 17:04  | 29 luglio 2024   | Glover (Nintendo 64) |
| 218      | Deja Vu                                                                   | 22:46  | 28 agosto 2024   | Déjà Vu (NES) |
| 219      | Nosferatu                                                                 | 19:41  | 28 ottobre 2024  | Nosferatu (SNES) |
| 220      | Blaster Master                                                            | 20:18  | 26 novembre 2024 | Blaster Master (NES) Guest star: John DePasquale (A.I. Man)                                                               |
| 221      | Game Glitches: The Legacy Sequel                                          | 25:54  | 20 dicembre 2024 | Guest star: Kevin Finn (Game Graphic Glitch Gremlin), Nicolette Shutty (Mrs. Gremlin), John DePasquale (A.I. Man)         |